# Попович, Борис (сербский футболист)
Борис Попович (серб. Борис Поповић; род. 26 февраля 2000, Тур, Франция) — сербский футболист, защитник клуба «Арока».

## Клубная карьера
Является воспитанником футбольного клуба «Тур», в котором начал заниматься с 8 лет и прошёл путь от детских и юношеских команд до второй команды. 28 мая 2016 года дебютировал за резервный состав клуба в матче Насьоналя 3 против «Ла-Роше», завершившемся разгромным поражением 2:6.
Летом 2017 года перебрался в структуру «Монако», где приступил к тренировкам с юношеской командой. В её составе принимал участие в розыгрышах Юношеской лиги УЕФА, проведя в ней за два сезона 8 игр. Первый матч в рамках турнира провёл 13 сентября 2017 года в гостях против «РБ Лейпциг». Попович на 38-й минуте забил один из голов своей команды, поучаствовав тем самым в разгромной победе 4:1. С 2018 года помимо игр в юношеской команде принимал участие в «Монако II» в Насьонале 2.
Перед началом сезона 2021/22 проходил сборы с бельгийским клубом «Серкль Брюгге», с которым в итоге 20 июля 2021 года подписал контракт на один год. 24 июля дебютировал за новый клуб в первом туре нового чемпионата Бельгии против «Беерсхота». Попович появился на поле на 36-й минуте, вместо получившего травму Сенны Мианга. На 55-й минуте при счёте 1:0 в пользу «Серкль Брюгге» матч был прерван из-за проливного дождя, затопившего поле. Игра была доиграна 27 июля.

## Карьера в сборной
Выступал за юношеские и молодёжные сборные Сербии. 13 октября 2020 года дебютировал в молодёжной сборной Сербии. В матче отборочного турнира к чемпионату Европы против Эстонии Попович вышел в стартовом составе и на 76-й минуте был заменён на Йована Лукича.

## Клубная статистика
| Выступление      | Выступление      | Выступление      | Лига | Лига | Кубки | Кубки | Конт. кубки | Конт. кубки | Итого | Итого |
| Клуб             | Лига             | Сезон            | Игры | Голы | Игры  | Голы  | Игры        | Голы        | Игры  | Голы  |
| ---------------- | ---------------- | ---------------- | ---- | ---- | ----- | ----- | ----------- | ----------- | ----- | ----- |
| Тур II           | Насьональ 3      | 2015/16          | 1    | 0    | 0     | 0     | 0           | 0           | 1     | 0     |
| Тур II           | Насьональ 3      | 2016/17          | 5    | 0    | 0     | 0     | 0           | 0           | 5     | 0     |
| Тур II           | Итого            | Итого            | 6    | 0    | 0     | 0     | 0           | 0           | 6     | 0     |
| Монако II        | Насьональ 2      | 2017/18          | 1    | 0    | 0     | 0     | 0           | 0           | 1     | 0     |
| Монако II        | Насьональ 2      | 2018/19          | 4    | 0    | 0     | 0     | 0           | 0           | 4     | 0     |
| Монако II        | Насьональ 2      | 2019/20          | 2    | 0    | 0     | 0     | 0           | 0           | 2     | 0     |
| Монако II        | Насьональ 2      | 2020/21          | 0    | 0    | 0     | 0     | 0           | 0           | 0     | 0     |
| Монако II        | Итого            | Итого            | 7    | 0    | 0     | 0     | 0           | 0           | 7     | 0     |
| Серкль Брюгге    | Лига Жюпиле      | 2021/22          | 2    | 0    | 0     | 0     | 0           | 0           | 2     | 0     |
| Серкль Брюгге    | Итого            | Итого            | 2    | 0    | 0     | 0     | 0           | 0           | 2     | 0     |
| Всего за карьеру | Всего за карьеру | Всего за карьеру | 15   | 0    | 0     | 0     | 0           | 0           | 15    | 0     |